# Список послов СССР и России в Канаде
В статье представлен список послов СССР и России в Канаде.

## Хронология дипломатических отношений
- Май 1900 г. — открыто российское генконсульство в Монреале и консульство в Ванкувере (в подчинении послу России в США). 26 ноября 1917 года Троцкий уволил последнего генконсула. Фактически генконсульство закрылось в 1922 году.
- 24 марта 1924 г. — Канада признала СССР де-юре, однако дипломатические отношения не установлены.
- 5 февраля 1942 г. — установлены консульские отношения.
- 12 июня 1942 г. — установлены дипломатические отношения на уровне миссий.
- 13 — 17 ноября 1943 г. — миссии преобразованы в посольства.

## Список послов
| Срок полномочий                                                                   | Посол                              | Годы жизни | Вручение верительных грамот | Комментарии          |
| --------------------------------------------------------------------------------- | ---------------------------------- | ---------- | --------------------------- | -------------------- |
| Российская империя                                                                |                                    |            |                             |                      |
| 1914 — 26 ноября 1917 (фактически до 1920 или 1922, года закрытия генконсульства) | Сергей Александрович Лихачёв       | 1870—1953  |                             | Генеральный консул   |
| СССР                                                                              |                                    |            |                             |                      |
| 30 июля 1942 — 12 августа 1943                                                    | Фёдор Тарасович Гусев              | 1905—1987  | 21 октября 1942             | Посланник            |
| 23 марта 1944 — 28 сентября 1946                                                  | Георгий Николаевич Зарубин         | 1900—1958  | 8 июня 1944                 |                      |
| 1946 — 1949                                                                       | Николай Дмитриевич Белохвостиков   | 1918—1984  |                             | Временный поверенный |
| 1950 — 1953                                                                       | Леонид Фёдорович Теплов            | 1909—1988  |                             | Временный поверенный |
| 25 августа 1953 — 26 октября 1958                                                 | Дмитрий Степанович Чувахин         | 1903—1997  | 26 октября 1953             |                      |
| 26 октября 1958 — 20 февраля 1963                                                 | Амазасп Овакимович Арутюнян        | 1902—1971  | 19 января 1959              |                      |
| 20 февраля 1963 — 18 октября 1968                                                 | Иван Фадеевич Шпедько              | 1918—1983  | 4 апреля 1963               |                      |
| 18 октября 1968 — 1 июня 1973                                                     | Борис Пантелеймонович Мирошниченко | 1911—1987  | 6 декабря 1968              |                      |
| 1 июня 1973 — 29 октября 1983                                                     | Александр Николаевич Яковлев       | 1923—2005  | 26 июля 1973                |                      |
| 31 октября 1983 — 30 октября 1990                                                 | Алексей Алексеевич Родионов        | 1922—2013  | 1 декабря 1983              |                      |
| 30 октября 1990 — 25 декабря 1991                                                 | Ричард Сергеевич Овинников         | 1930—2002  |                             |                      |
| Российская Федерация                                                              |                                    |            |                             |                      |
| 25 декабря 1991 — 10 февраля 1992                                                 | Ричард Сергеевич Овинников         | 1930—2002  |                             |                      |
| 10 февраля 1992 — 6 января 1998                                                   | Александр Михайлович Белоногов     | 1931—      |                             |                      |
| 26 августа 1998 — 5 июня 2003                                                     | Виталий Иванович Чуркин            | 1952—2017  |                             |                      |
| 5 июня 2003 — 24 октября 2014                                                     | Георгий Энверович Мамедов          | 1947—      |                             |                      |
| 24 октября 2014 — 11 января 2021                                                  | Александр Никитич Дарчиев          | 1960—      |                             |                      |
| 11 января — март 2021                                                             | Владимир Анатольевич Проскуряков   | 1970—      |                             | Временный поверенный |
| 9 марта 2021 — наст. время                                                        | Олег Владимирович Степанов         | 1972—      | 10 сентября 2021            |                      |